# Leucandra taylori
Leucandra taylori är en svampdjursart som beskrevs av Lawrence Morris Lambe 1900. Leucandra taylori ingår i släktet Leucandra och familjen Grantiidae. Inga underarter finns listade i Catalogue of Life.